# Фонтанка (село)
Фонтанка — село в Одеському районі (раніше — в Лиманському районі) Одеської області. Адміністративний центр Фонтанської сільської громади. Населення становить понад 8000 осіб (на 23 лютого 2020 року), за офіційними даними перепису — 6260 осіб. Площа — 4,2 км². Засноване в 1892 році (за іншою версією — у 1856 році).

## Географія
Фонтанка розташована на березі Чорного моря, за 17 км від обласного центру, по сусідству з селами Крижанівка, Олександрівка, Вапнярка і селищем Ліски. Через село проходить Старомиколаївська дорога (автодорога Одеса — Південне). Відстань до межі м. Одеса — 4 км.
Територіальний поділ
Селище займає в довжину більше чотирьох кілометрів і умовно поділяється на три частини: Перша, Друга і Третя Фонтанки. Причому кожна має свою власну зупинку транспорту.

## Історія
Фонтанка заснована у 1892 році вихідцями з Київщини сім'ями Рудякових, Славинських і Сочеслових.
За іншою версією Фонтанка заснована в 1856 році бельгійським консулом у Одесі Віктором Карловичем Енно (Victor Napoleon Laurent Hennau), більш відомим як «Доктор Енно». Проте, відповідно до бібліографічного опису паперової версії видання «Поселення Херсонської губернії за повітовими алфавітами 1856 року» Пивовара А. В., назва зафіксована як хутір «Фонталка».
Під час організованого радянською владою Голодомору 1932—1933 років померло щонайменше 11 жителів села.
У 1941 і в 1944 роках на території села відбувалися запеклі бої Другої світової війни. У селі споруджено пам'ятники загиблим односельцям, які захищали Фонтанку в період оборони Одеси в 1941 році.
Сільська рада створена в 1944 році. Населений пункт отримав статус села в 1949 році.
9 травня 2022 року російська армія нанесла ракетний удар по торговельному центру Riviera у Фонтанці, вбивши одну людину.

## Символіка

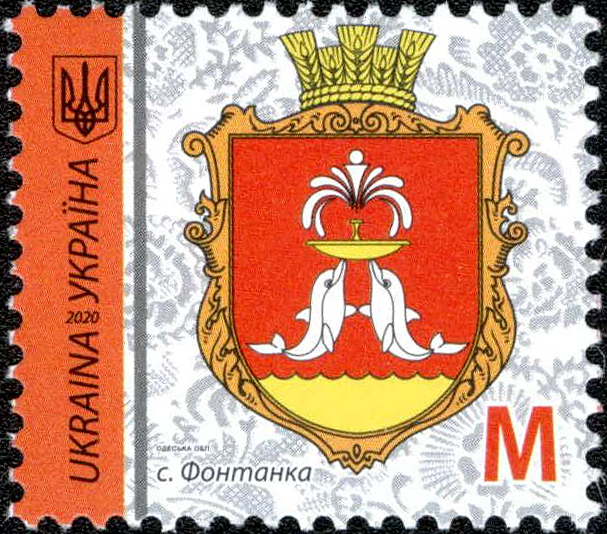
Поштова марка Укрпошти, 2020

Затверджена 27 березня 2019 р. рішенням № 1172-VII сесії сільської ради XLVI скликання. Автори — Н. Мішина, І. Литвинова та Г. Литвинов; геральдична допомога — В. М. Джунь, О. І. Маскевич. Герб є промовистим.

### Герб
На червоному полі з золотою шиповидною базою два срібних дельфіна, що поставлені один проти одного, які тримають золоту чашу, з якої фонтаном б'є срібна вода. Щит вписаний в золотий декоративний картуш і увінчаний золотою сільською короною. Під щитом на червоній стрічці з золотим підбоєм напис «ФОНТАНКА».
Фонтан — символ назви села. Дельфіни символізують силу, волелюбність, радість, а також зв'язок з морем і південним краєм. Хвилеподібна основа нагадує Чорне море, біля якого розташоване село. Червоний та жовтий колір нагадує кольори прапора міста і провінції Льєж, де був народжений засновник Фонтанки, консул королівства Бельгії і доктор медицини Віктор Карлович Енно (Victor Hennau).

### Прапор
Квадратне полотнище поділене шиповидно горизонтально на червону і жовту смуги у співвідношенні 2:1. На верхній смузі два білих дельфіна, що поставлені один проти одного, які тримають жовту чашу, з якої фонтаном б'є біла вода.

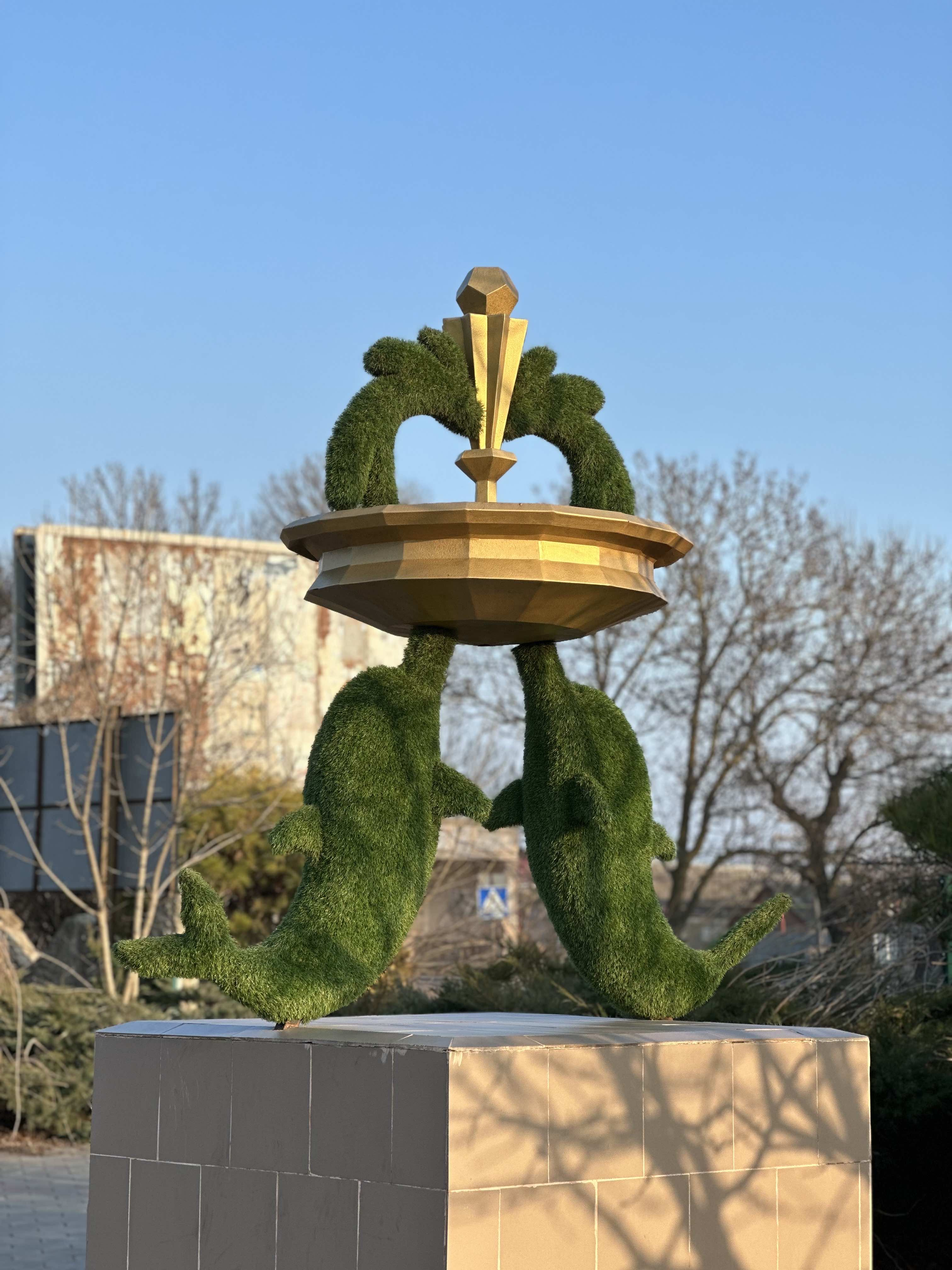
Інсталяція герба Фонтанки, знаходиться на гральному майданчику (вул. Соборна).

## Населення
Згідно з переписом УРСР 1989 року чисельність наявного населення села становила 5677 осіб, з яких 2726 чоловіків та 2951 жінка.
За переписом населення України 2001 року в селі мешкало 6260 осіб.

### Мова
Розподіл населення за рідною мовою за даними перепису 2001 року:
| Мова       | Відсоток |
| ---------- | -------- |
| українська | 66,50 %  |
| російська  | 31,79 %  |
| румунська  | 0,46 %   |
| вірменська | 0,37 %   |
| білоруська | 0,19 %   |
| болгарська | 0,19 %   |
| угорська   | 0,08 %   |
| польська   | 0,03 %   |
| німецька   | 0,02 %   |
| інші       | 0,37 %   |

## Клімат
Тип клімату — помірно-континентальний, з жарким сухим літом і м'якою малосніжною нестійкою зимою. Середня температура у липні + 25° С. Період з позитивними температурами понад 10 місяців. Зима м'яка, малосніжна, середня температура + 1° С. Загальна сума опадів 340—470 мм на рік, головним чином, випадають влітку, зачасту у вигляді злив.
Фонтанка знаходиться на березі Чорного моря і має великий рекреаційний потенціал. Завдяки поєднанню моря і степу повітря в зоні відпочинку благотворно впливає на органи дихання, серцево-судинну і нервову системи. Природні умови та клімат Чорного моря сприяють успішній кліматотерапії. Лікувальні ресурси в зоні відпочинку Фонтанки на Чорному морі — морське повітря і морські купання.

## Соціальна сфера
У селі є Фонтанський навчально виховний комплекс «Загальноосвітня школа І-ІІІ ступенів — гімназія»(1097 учнів, 84 учителя), два державні дошкільні дитячі заклади: «Гніздечко» та «Тополька» (180 дітей, 60 вихователів), будинок культури на 500 місць, амбулаторія сімейної медицини (де крім терапевтичного і педіатричного прийому, ведуть прийом вузькі фахівці, такі, як хірург, офтальмолог, ЛОР, дерматолог, гінеколог, невропатолог і стоматологи) і загальної практики з підстанцією швидкої медичної допомоги. Функціонує два храми: храм святих апостолів Петра і Павла (побудований у 2004 році) та храм Олександра Ігумена Куштського. У селі функціонує одне підприємство — з виробництва асфальту.
На території Фонтанської сільської ради розташований найбільший в Україні торгово-розважальний центр «Riviera» з магазинами (у тому числі «Ашан», «Zara», «Geox», «Brocard», «De facto», «Золотий вік», «Bosh», «Moyo», «Eva», «INTERTOP», «LC Waikiki», «H&M» тощо), кафе, ресторанами, кінотеатром «MULTIPLEX» та іншими і розважальними закладами. Навпроти ТРЦ «Riviera» змонтовано чотири скульптури з назвою «Сім'я» митця Олександра Мілова.
Через село проходять маршрути 121, 18, 67, 68, 69, 570 автобусів.